# Iranada
Iranada é um gênero de traça pertencente à família Arctiidae.